# 홍승근
홍승근(洪承瑾, 1888년 음력 4월 29일 ~ 1935년 양력 1월 14일)은 대한제국의 관료 겸 일제강점기의 법조인이다.

## 생애
1907년에 관립일어학교를 졸업하고 이듬해 법부의 주사가 되어 관직에 들어섰다. 주임 4등인 법부 번역관으로 근무하던 중 한일 병합 조약이 체결되었다. 일본어에 능숙한 홍승근은 조선총독부 체제 하에서 경성구재판소의 검사로 임명되어 법조인으로 활동하기 시작했다.
1912년부터 경성지방법원의 춘천지청과 수원지청의 판사로 근무했으며, 1916년부터는 다시 광주지방법원과 대구복심법원, 대구지방법원, 전주지방법원, 평양지방법원 등지에서 검사로 일했다. 1934년에 전주지방법원 군산지청을 떠나 평양지방법원 검사로 부임하였고, 약 6개월 후인 이듬해 초에 사망했다.
홍승근은 약 24년 동안 조선총독부 소속 판검사로 근무했는데, 특히 대구복심법원 검사로 재직한 1918년부터 1921년까지는 3·1 운동이 발생하여 항일운동이 광범위하게 전개된 기간이었다. 이때 홍승근이 검사로서 기소에 참여한 항일운동 사건은 약 10건이며, 이 가운데 2건은 대한민국 국가보훈처가 관련자에게 훈장을 수여했다. 1920년에 대한민국 임시정부와 연계된 대한국민회라는 단체가 3·1 운동 1주년을 기념하여 "대한독립1주년 축하경고문"이라는 문건을 인쇄한 뒤 전국 각지에서 배포한 일이 적발되었을 때, 주범 4인에게 징역형이 선고된 사건이 대표적이다.
판검사 재직 중 근무 성적이 우수하여, 일본 정부로부터 한국병합기념장(1912년), 다이쇼기념대례장(1915년), 훈6등 서보장(1921년), 훈5등 서보장(1926년),쇼와대례기념장(1928년), 훈4등 서보장(1932년)을 차례로 받았다. 정5위에 서위되어 있던 홍승근이 사망한 직후에 특별히 정4위가 추서되기도 하였다.

## 사후
2002년 민족정기를 세우는 국회의원모임과 광복회가 함께 선정한 친일파 708인 명단의 판검사 부문, 2008년 공개된 민족문제연구소의 친일인명사전 수록예정자 명단의 사법 부문에 포함되었다. 대한민국 친일반민족행위진상규명위원회가 발표한 친일반민족행위 195인 명단 중 사법 부문에도 들어 있다.

## 참고자료
- 친일반민족행위진상규명위원회 (2007년 12월). 〈홍승근〉 (PDF). 《2007년도 조사보고서 II - 친일반민족행위결정이유서》. 서울. 1199~1211쪽쪽. 발간등록번호 11-1560010-0000002-10. [깨진 링크(과거 내용 찾기)]